# Cầu lông tại Đại hội Thể thao Đông Nam Á 1995
Cầu lông tại Đại hội Thể thao Đông Nam Á năm 1995 được tổ chức từ ngày 9 đến 17 tháng 12 năm 1995 tại Hội trường Gymnasium 3, Khu liên hợp Thể thao Kỷ niệm 700 năm Chiang Mai, Thái Lan. Chương trình thi đấu gồm năm nội dung cá nhân (đơn nam, đơn nữ, đôi nam, đôi nữ, đôi nam–nữ) cùng hai nội dung đồng đội cho cả nam và nữ.
Indonesia gần như thống trị toàn bộ nội dung cá nhân khi giành sáu trên bảy huy chương vàng, bao gồm các chiến thắng ở nội dung đơn nam, đơn nữ, đôi nữ, đôi nam–nữ và đôi hỗn hợp. Riêng nội dung đôi nam, Malaysia giành chiến thắng, mang về chiếc huy chương vàng duy nhất. Ở nội dung đồng đội, cả đội nam và đội nữ Indonesia đều xuất sắc giành huy chương vàng sau khi đánh bại các đối thủ hàng đầu khu vực.

## Tóm tắt kết quả
| Nội dung     | Vàng | Bạc | Đồng |
| ------------ | --- | --- | --- |
| Đơn nam      | Joko Suprianto | Ardy Wiranata | Rashid Sidek |
| Đơn nam      | Joko Suprianto | Ardy Wiranata | Ong Ewe Hock |
| Đơn nữ       | Susi Susanti | Somharuthai Jaroensiri | Pornsawan Plungwech |
| Đơn nữ       | Susi Susanti | Somharuthai Jaroensiri | Lidya Djaelawijaya |
| Đôi nam      | Cheah Soon Kit Yap Kim Hock | Rexy Mainaky Ricky Subagja | Antonius Ariantho Denny Kantono |
| Đôi nam      | Cheah Soon Kit Yap Kim Hock | Rexy Mainaky Ricky Subagja | Pramote Teerawiwatana Sakrapee Thongsari                                                                                               |
| Đôi nữ       | Finarsih Lili Tampi | Eliza Nathanael Zelin Resiana | Plernta Boonyarit Pornsawan Plungwech                                                                                                  |
| Đôi nữ       | Finarsih Lili Tampi | Eliza Nathanael Zelin Resiana | Dujfan Iangsuwanpatema Ruksita Sookboonmak                                                                                             |
| Đôi nam nữ   | Tri Kusharjanto Minarti Timur                                                                                                   | Denny Kantono Eliza Nathanael | Khunakorn Sudhisodhi Sujitra Ekmongkolpaisarn                                                                                          |
| Đôi nam nữ   | Tri Kusharjanto Minarti Timur                                                                                                   | Denny Kantono Eliza Nathanael | Roslin Hashim Chor Hooi Yee |
| Đồng đôi nam | Indonesia · Joko Suprianto · Ardy Wiranata · Ricky Subagja · Rexy Mainaky · Antonius Ariantho · Denny Kantono · Tri Kusharjanto | Malaysia · Rashid Sidek · Ong Ewe Hock · Cheah Soon Kit · Yap Kim Hock · Roslin Hashim · Soo Beng Kiang · Tan Kim Her                                 | Thái Lan · Teeranun Chiangta · Kitipon Kitikul · Siripong Siripool · Khunakorn Sudhisodhi · Pramote Teerawiwatana · Sakrapee Thongsari |
| Đồng đôi nam | Indonesia · Joko Suprianto · Ardy Wiranata · Ricky Subagja · Rexy Mainaky · Antonius Ariantho · Denny Kantono · Tri Kusharjanto | Malaysia · Rashid Sidek · Ong Ewe Hock · Cheah Soon Kit · Yap Kim Hock · Roslin Hashim · Soo Beng Kiang · Tan Kim Her                                 | Myanmar · Aung Kyaw · Han Ba Bahal · Maung Maung · Win Tun Htein · Zaw Tun Tun · Zaw Win                                               |
| Đồng đội nữ  | Indonesia · Lidya Djaelawijaya · Eliza Nathanael · Finarsih · Zelin Resiana · Susi Susanti · Lili Tampi · Minarti Timur         | Thái Lan · Plernta Boonyarit · Sujitra Ekmongkolpaisarn · Dujfan Iangsuwanpatema · Somharuthai Jaroensiri · Pornsawan Plungwech · Ruksita Sookboonmak | Malaysia · Ishwarii Boopathy · Chan Chia Fong · Chor Hooi Yee · Kuak Seok Choon · Kuak Sipok Choon · Law Pei Pei · Lim Pek Siah        |
| Đồng đội nữ  | Indonesia · Lidya Djaelawijaya · Eliza Nathanael · Finarsih · Zelin Resiana · Susi Susanti · Lili Tampi · Minarti Timur         | Thái Lan · Plernta Boonyarit · Sujitra Ekmongkolpaisarn · Dujfan Iangsuwanpatema · Somharuthai Jaroensiri · Pornsawan Plungwech · Ruksita Sookboonmak | Singapore · Zarinah Abdullah · Chin Yen Peng · Fatimah Kumin Lim · Zanetta Lee · Lim Chia Siong · Tan Wei Wun · Yong Jui Shan          |

## Kết quả

### Đơn nam
|  | Bán kết        | Bán kết        | Bán kết       | Bán kết       | Bán kết |                |                | Chung kết | Chung kết | Chung kết | Chung kết | Chung kết |  |
|  |                |                |               |               |         |                |                |           |           |           |           |           |  |
|  | Joko Suprianto | Joko Suprianto | 15            | 15            |         |                |                |           |           |           |           |           |  |
|  | Joko Suprianto | Joko Suprianto | 15            | 15            |         |                |                |           |           |           |           |           |  |
|  | Ong Ewe Hock   | Ong Ewe Hock   | 7             | 7             |         |                |                |           |           |           |           |           |  |
|  | Ong Ewe Hock   | Ong Ewe Hock   | 7             | 7             |         | Joko Suprianto | Joko Suprianto | 15        | 15        |           |           |           |  |
|  |                |                |               |               |         | Joko Suprianto | Joko Suprianto | 15        | 15        |           |           |           |  |
|  |                |                | Ardy Wiranata | Ardy Wiranata | 10      | 9              |                |           |           |           |           |           |  |
|  | Rashid Sidek   | Rashid Sidek   | Ardy Wiranata | Ardy Wiranata | 10      | 9              | 11             | 10        |           |           |           |           |  |
|  | Rashid Sidek   | Rashid Sidek   |               |               |         |                |                |           |           |           |           |           |  |
|  | Ardy Wiranata  | Ardy Wiranata  | 15            | 15            |         |                |                |           |           |           |           |           |  |

### Đơn nữ
|  | Bán kết                | Bán kết                | Bán kết                | Bán kết                | Bán kết |              |              | Chung kết | Chung kết | Chung kết | Chung kết | Chung kết |  |
|  |                        |                        |                        |                        |         |              |              |           |           |           |           |           |  |
|  | Susi Susanti           | Susi Susanti           | 11                     | 11                     |         |              |              |           |           |           |           |           |  |
|  | Susi Susanti           | Susi Susanti           | 11                     | 11                     |         |              |              |           |           |           |           |           |  |
|  | Pornsawan Plungwech    | Pornsawan Plungwech    | 6                      | 2                      |         |              |              |           |           |           |           |           |  |
|  | Pornsawan Plungwech    | Pornsawan Plungwech    | 6                      | 2                      |         | Susi Susanti | Susi Susanti | 11        | 11        |           |           |           |  |
|  |                        |                        |                        |                        |         | Susi Susanti | Susi Susanti | 11        | 11        |           |           |           |  |
|  |                        |                        | Somharuthai Jaroensiri | Somharuthai Jaroensiri | 4       | 0            |              |           |           |           |           |           |  |
|  | Somharuthai Jaroensiri | Somharuthai Jaroensiri | Somharuthai Jaroensiri | Somharuthai Jaroensiri | 4       | 0            | 12           | 12        |           |           |           |           |  |
|  | Somharuthai Jaroensiri | Somharuthai Jaroensiri |                        |                        |         |              |              |           |           |           |           |           |  |
|  | Lidya Djaelawijaya     | Lidya Djaelawijaya     | 11                     | 10                     |         |              |              |           |           |           |           |           |  |

### Đôi nam
|  | Bán kết                                  | Bán kết                                  | Bán kết                     | Bán kết                     | Bán kết |                            |                            | Chung kết | Chung kết | Chung kết | Chung kết | Chung kết |  |
|  |                                          |                                          |                             |                             |         |                            |                            |           |           |           |           |           |  |
|  | Rexy Mainaky Ricky Subagja               | Rexy Mainaky Ricky Subagja               | 15                          | 15                          |         |                            |                            |           |           |           |           |           |  |
|  | Rexy Mainaky Ricky Subagja               | Rexy Mainaky Ricky Subagja               | 15                          | 15                          |         |                            |                            |           |           |           |           |           |  |
|  | Pramote Teerawiwatana Sakrapee Thongsari | Pramote Teerawiwatana Sakrapee Thongsari | 5                           | 1                           |         |                            |                            |           |           |           |           |           |  |
|  | Pramote Teerawiwatana Sakrapee Thongsari | Pramote Teerawiwatana Sakrapee Thongsari | 5                           | 1                           |         | Rexy Mainaky Ricky Subagja | Rexy Mainaky Ricky Subagja | 13        | 9         |           |           |           |  |
|  |                                          |                                          |                             |                             |         | Rexy Mainaky Ricky Subagja | Rexy Mainaky Ricky Subagja | 13        | 9         |           |           |           |  |
|  |                                          |                                          | Cheah Soon Kit Yap Kim Hock | Cheah Soon Kit Yap Kim Hock | 15      | 15                         |                            |           |           |           |           |           |  |
|  | Antonius Ariantho Denny Kantono          | Antonius Ariantho Denny Kantono          | Cheah Soon Kit Yap Kim Hock | Cheah Soon Kit Yap Kim Hock | 15      | 15                         | 11                         | 15        | 7         |           |           |           |  |
|  | Antonius Ariantho Denny Kantono          | Antonius Ariantho Denny Kantono          |                             |                             |         |                            |                            |           |           |           |           |           |  |
|  | Cheah Soon Kit Yap Kim Hock              | Cheah Soon Kit Yap Kim Hock              | 15                          | 6                           | 15      |                            |                            |           |           |           |           |           |  |

### Đôi nữ
|  | Bán kết                                    | Bán kết                                    | Bán kết             | Bán kết             | Bán kết |                               |                               | Chung kết | Chung kết | Chung kết | Chung kết | Chung kết |  |
|  |                                            |                                            |                     |                     |         |                               |                               |           |           |           |           |           |  |
|  | Eliza Nathanael Zelin Resiana              | Eliza Nathanael Zelin Resiana              | 15                  | 15                  |         |                               |                               |           |           |           |           |           |  |
|  | Eliza Nathanael Zelin Resiana              | Eliza Nathanael Zelin Resiana              | 15                  | 15                  |         |                               |                               |           |           |           |           |           |  |
|  | Dujfan Langsuwanpatema Ruksita Sookboonmak | Dujfan Langsuwanpatema Ruksita Sookboonmak | 8                   | 6                   |         |                               |                               |           |           |           |           |           |  |
|  | Dujfan Langsuwanpatema Ruksita Sookboonmak | Dujfan Langsuwanpatema Ruksita Sookboonmak | 8                   | 6                   |         | Eliza Nathanael Zelin Resiana | Eliza Nathanael Zelin Resiana | 7         | 3         |           |           |           |  |
|  |                                            |                                            |                     |                     |         | Eliza Nathanael Zelin Resiana | Eliza Nathanael Zelin Resiana | 7         | 3         |           |           |           |  |
|  |                                            |                                            | Finarsih Lili Tampi | Finarsih Lili Tampi | 15      | 15                            |                               |           |           |           |           |           |  |
|  | Plernta Boonyarit Pornsawan Plungwech      | Plernta Boonyarit Pornsawan Plungwech      | Finarsih Lili Tampi | Finarsih Lili Tampi | 15      | 15                            | 7                             | 15        | 7         |           |           |           |  |
|  | Plernta Boonyarit Pornsawan Plungwech      | Plernta Boonyarit Pornsawan Plungwech      |                     |                     |         |                               |                               |           |           |           |           |           |  |
|  | Finarsih Lili Tampi                        | Finarsih Lili Tampi                        | 15                  | 6                   | 15      |                               |                               |           |           |           |           |           |  |

### Đôi nam nữ
|  | Bán kết                                       | Bán kết                                       | Bán kết                       | Bán kết                       | Bán kết |                               |                               | Chung kết | Chung kết | Chung kết | Chung kết | Chung kết |  |
|  |                                               |                                               |                               |                               |         |                               |                               |           |           |           |           |           |  |
|  | Tri Kusharjanto Minarti Timur                 | Tri Kusharjanto Minarti Timur                 | 15                            | 15                            |         |                               |                               |           |           |           |           |           |  |
|  | Tri Kusharjanto Minarti Timur                 | Tri Kusharjanto Minarti Timur                 | 15                            | 15                            |         |                               |                               |           |           |           |           |           |  |
|  | Roslin Hashim Chor Hooi Yee                   | Roslin Hashim Chor Hooi Yee                   | 1                             | 1                             |         |                               |                               |           |           |           |           |           |  |
|  | Roslin Hashim Chor Hooi Yee                   | Roslin Hashim Chor Hooi Yee                   | 1                             | 1                             |         | Tri Kusharjanto Minarti Timur | Tri Kusharjanto Minarti Timur | 15        | 15        |           |           |           |  |
|  |                                               |                                               |                               |                               |         | Tri Kusharjanto Minarti Timur | Tri Kusharjanto Minarti Timur | 15        | 15        |           |           |           |  |
|  |                                               |                                               | Denny Kantono Eliza Nathanael | Denny Kantono Eliza Nathanael | 8       | 4                             |                               |           |           |           |           |           |  |
|  | Khunakorn Sudhisodhi Sujitra Ekmongkolpaisarn | Khunakorn Sudhisodhi Sujitra Ekmongkolpaisarn | Denny Kantono Eliza Nathanael | Denny Kantono Eliza Nathanael | 8       | 4                             | 8                             | 6         |           |           |           |           |  |
|  | Khunakorn Sudhisodhi Sujitra Ekmongkolpaisarn | Khunakorn Sudhisodhi Sujitra Ekmongkolpaisarn |                               |                               |         |                               |                               |           |           |           |           |           |  |
|  | Denny Kantono Eliza Nathanael                 | Denny Kantono Eliza Nathanael                 | 15                            | 15                            |         |                               |                               |           |           |           |           |           |  |

## Bảng huy chương
| Hạng               | Đoàn               | Vàng | Bạc | Đồng | Tổng số |
| ------------------ | ------------------ | ---- | --- | ---- | ------- |
| 1                  | Indonesia (IDN)    | 6    | 4   | 2    | 12      |
| 2                  | Malaysia (MYS)     | 1    | 1   | 4    | 6       |
| 3                  | Thái Lan (THA)     | 0    | 2   | 6    | 8       |
| 4                  | Myanmar (MYA)      | 0    | 0   | 1    | 1       |
| 4                  | Singapore (SIN)    | 0    | 0   | 1    | 1       |
| Tổng số (5 đơn vị) | Tổng số (5 đơn vị) | 7    | 7   | 14   | 28      |